# ボルチモアカントリークラブ
ボルチモアカントリークラブ (Baltimore Country Club, BCC) は米国メリーランド州ボルチモアにある会員制カントリークラブ。市内ローランドパーク地区と北部郊外のルーサービルの2カ所にキャンパスを持ち、二つのキャンパスを持つ全米12のクラブの一つに数えられる。1898年1月12日に設立され、その翌年には全米オープンが開催された。ローランドパークに最初につくられたコースはメリーランド州内で初めての18ホールコースだった。USGA により米国で初めに設立された 100 クラブの一つに認定されている。
全米オープン、全米プロ、ウォーカーカップ、全米（男子）アマ、全米女子オープン、シニアPGAツアーの開催実績がある。2つのゴルフ場の他にもテニス、ピックルボール、プラットフォームテニス、シングル及びダブルススカッシュ、水泳用プール3カ所、ダックピンボウリング場、2つのフィットネスセンターがあり、それぞれのクラブハウスにはレストランもある。2013年、リンクス誌はボルチモアカントリークラブを全米において最も権威の高いクラブ100選に選出した。2020年、ファイブファームズのイーストコースはゴルフマガジン誌において全米で75位にランクされた。2020年のアメリカにプラチナカントリークラブの47位にランクされた。 

## 歴史
1898年、およそ 1,000人のメンバーでローランドパークの125エーカー（51ヘクタール）の用地で発足。1年後には第5回目の全米オープンが開催され、スコットランド人のウィリー・スミスが優勝した。1920年代になるとゴルフはすでに人気の高いスポーツになっており、市の北部にあるファイブファームズの土地を買収して新しいコースを作ることを決定した。このイーストコースは A・W・ティリングハーストが設計、1926年の9月に正式開場した。2年後の1928年には全米プロゴルフ選手権が開催された。
1930年10月、ローランドパークのクラブハウスは火事により損傷し、それを修理中の1931年1月5日に再び火災に遭い全損した。新しい「市内 (in-town) クラブハウス」は1932年4月1日に正式にオープンした。南部連合国スタイルに細部まで仕上げられた「ジョージアンルーム」は、ホールの羽目板類や黒のベルギー大理石、グリルの石や松などがこんにちでもそのまま残っている。1932年につくられたダックピンボウリング場は現在でも稼働中である。1930年代から1940年代にかけ、ローランドパークのグラステニスコートは全米ローンテニス協会によりデビスカップの予選開催地に指定され、オーストラリア、キューバ、日本、メキシコ、スペイン、米国のすべてが試合を行った。ローランドパークのゴルフコースは1962年に閉場され、フォールズロードの西側の土地はすべて売却された。同じ年にファイブファームズのウェストコースが開場した。2年後、オリビエマンションと呼ばれたファイブファームズの風格あるクラブハウスが取り壊され新しい建屋となった。
1963年にローランドパーク施設に国際格式のスカッシュコートが追加され、現在でもプロのスカッシュトーナメント会場となっている。ラケットプログラムが拡大され、パドルテニスコートが1976年にローランドパークに増設された。水泳複合施設は1960年ごろに完成したが30年ほど前から改修工事が行われ、1996年時点で3つの独立したプールが開場した。新しいテニスコートは2007年にオープンした。

## ゴルフコースとランキング
現在、ファイブファームズにはイーストコースとウェストコースの2つのコースがある。イーストコースは、1926年にA・W・ティリングハーストによって設計された。 2015年、キース・フォスターに依頼してコースの修復が行われ、樹木類の除去、バンカー位置修正、グリーン傾斜変更、フェアウェイの芝植生の張替え等がなされた。イーストコースは評判がよく、今日でも各種ゴルフ団体から称賛されている：
| ランク | コース                           | 団体                  | リスト                                          | 年        |
| ------ | -------------------------------- | --------------------- | ----------------------------------------------- | --------- |
| 39     | ファイブファームズイーストコース | ゴルフウィーク        | Golfweekのベスト2020：トップ200クラシックコース | 2020      |
| 52     | ファイブファームズイーストコース | アウトポストクラブ    | アウトポストクラブ米国トップ100                 | 2021      |
| 65     | ファイブファームズイーストコース | トップ100ゴルフコース | アメリカ2020年のトップ100ゴルフコース           | 2020      |
| 75     | ファイブファームズイーストコース | ゴルフマガジン        | 米国のトップ100コース                           | 2020-2021 |
| 102    | ファイブファームズイーストコース | ゴルフダイジェスト    | アメリカで2番目素晴らしいゴルフコース100選      | 2021-2022 |

## 開催大会
| 年     | トーナメント                         | コース                           | 勝者                           | スコア | パー   |
| ------ | ------------------------------------ | -------------------------------- | ------------------------------ | ------ | ------ |
| 1899年 | 全米オープン                         | ローランドパーク                 | </img>ウィリー・スミス         | 315    | +27    |
| 1928年 | 全米プロ                             | ファイブファームズイーストコース | </img>レオ・ディエゲル         | 6＆5   | 6＆5   |
| 1932年 | 全米アマ                             | ファイブファームズイーストコース | </img>ロス・サマービル         | 2＆1   | 2＆1   |
| 1965年 | ウォーカーカップ                     | ファイブファームズイーストコース | タイ：米国vs英国＆アイルランド | 12＆12 | 12＆12 |
| 1988年 | 全米女子オープン                     | ファイブファームズイーストコース | </img>リサロッテ・ノイマン     | 277    | -7     |
| 2007年 | シニアプレーヤーズチャンピオンシップ | ファイブファームズイーストコース | </img>ローレン・ロバーツ       | 267    | −13    |
| 2008年 | シニアプレーヤーズチャンピオンシップ | ファイブファームズイーストコース | </img> DAウェイブリング        | 271    | −9     |
| 2009年 | シニアプレーヤーズチャンピオンシップ | ファイブファームズイーストコース | </img>ジェイ・ハース           | 267    | −13    |

## 論争
過去には何件かの人種的な論争が生じた。1970年代にはキャンパスに「犬、有色人種、ユダヤ人入場禁止」と書かれた看板が設置されたこともある。1995年に初めての黒人会員を受け入れた。